# Kevin Carlson
Kevin D. Carlson (12. april 1962) er en amerikansk stemmeskuespiller født i Californien.